# Картлидж, Катрин
Катри́н Джулье́т Ка́ртлидж (англ. Katrin Juliet Cartlidge; 15 мая 1961, Вестминстер, Лондон, Великобритания — 7 сентября 2002, Лондон, Великобритания) — британская актриса театра и кино. Актёрскую работу начинала на телевидении и прославилась в родной Великобритании в 1980-е годы как звезда сериала «Brookside» в Ливерпуле. С 1982 до 1988 года и позднее стала хорошо известна по своей работе с режиссёрами, подобными Майку Ли и Ларсу Фон Триеру.

## Биография
Родилась в Лондоне, Великобритания. Отец — англичанин, мать — еврейка, иммигрантка. Катрин получила широкую известность, благодаря своей роли в фильме Ларса фон Триера «Рассекая волны» и сотрудничеству с британским режиссёром Майком Ли. Умерла в 41 год от пневмонии и заражения крови. После смерти актрисы Ларс фон Триер посвятил её памяти снятый им в 2003 году фильм «Догвилль».

## Избранная фильмография
- 2002 — В поисках Дебры Уингер / Searching for Debra Winger
- 2002 — Сюрреаллиссимо! Скандальный успех Сальвадора Дали / Surrealissimo: The Trial of Salvador Dali
- 2002 — Эдди любит Мэри / Eddie Loves Mary
- 2002 — Преступление и наказание / Crime and Punishment
- 2001 — Ничья земля / Ničija zemlja / No Man’s Land
- 2001 — Меч чести / Sword of Honour
- 2001 — Из ада / From Hell
- 2000 — Отель «Сплендид» / Hotel Splendide
- 2000 — Вес воды / Weight of Water, The
- 2000 — Золушка / Cinderella
- 1999 — Кутерьма / Topsy-Turvy
- 1999 — Дорога в ад / Lost Son, The
- 1999 — Вишнёвый сад / Cherry Orchard, The
- 1998 — Хочешь жить — умей вертеться / Hi-Life
- 1998 — Клэр Долан / Claire Dolan
- 1997 — Карьеристки / Career Girls
- 1997 — Трансформер — Портрет Ларса Фон Триера
- 1996 — Merisairas
- 1996 — Рассекая волны / Breaking the Waves
- 1995 — Сент-Экзюпери / Saint-Ex
- 1994 — Перед дождём / Пред дождот / Before The Rain
- 1994 — Ничьи дети / Nobody’s Children
- 1993 — Обнажённая / Naked
- 1993 — Начальник полиции / The Chief
- 1987 — Bulman
- 1987 — Eat the Rich
- 1985 — Sacred Hearts
- 1982—1983 — Бруксайд / Brookside